# Modern Warfare 2: Ghost

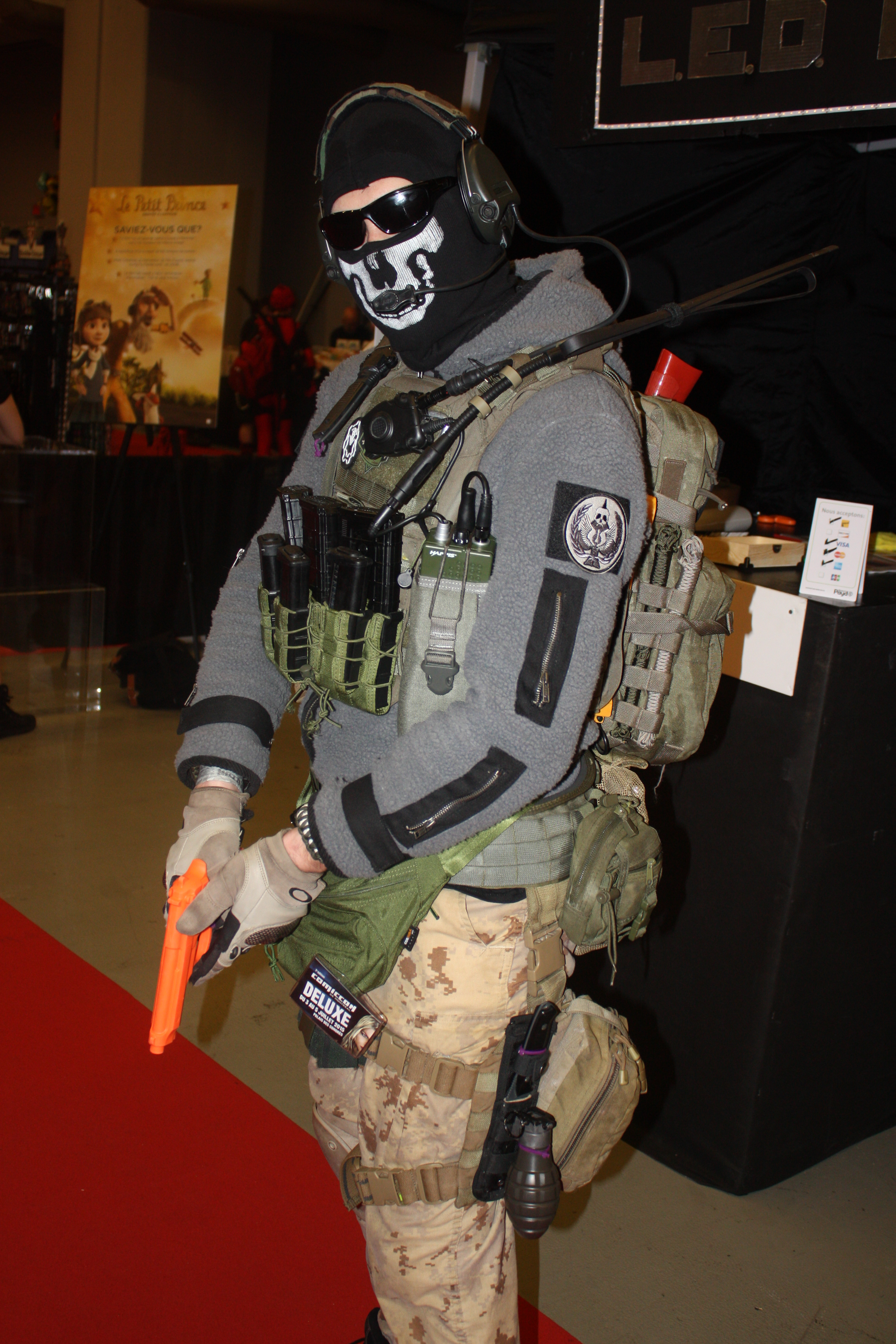
Cosplay "Ghost", Comiccon Montreal 2015

Modern Warfare 2: Ghost je americký komiks, který ukazuje herní sérii Modern Warfare z jiného pohledu. Hlavním protagonistou je Simon Riley. Tomu se přezdívá Ghost, protože nosí masku s natištěnou lebkou. Objasňuje nám život nejtajemnější postavy z Call of Duty. Zatím vyšlo šest dílů (Episode 1: Dead for a Day, Episode 2: Dead Life, Episode 3: Dead will Follow, Episode 4: Dead won't Leave, Episode 5: Dead won't Rise a Episode 6: Dead and Gone). První díl vyšel 11. 11. 2009. Komiks napsal David Lapham a nakreslila dvojice Kevin West a Federico Dallocchio.